# ベベウ・ジルベルト
ベベウ・ジルベルト（Bebel Gilberto）として知られるイザベル・ブアルケ・デ・オランダ・ジルベルト・デ・オリヴェイラ（Isabel Buarque de Hollanda Gilberto de Oliveira、1966年5月12日 - ）は、アメリカ生まれのブラジルの人気歌手で、ボサノヴァとよく関連付けられている。彼女はジョアン・ジルベルトと歌手ミウシャの娘である。叔父は歌手で作曲家のシコ・ブアルキ。

## 生い立ち
ジルベルトは、ボサノヴァのパイオニアであるジョアン・ジルベルトと歌手のミウシャというブラジル人の両親のもと、ニューヨークで生まれた。両親は彼女が生まれた当時、短期間ながらニューヨークに暮らしていたのだった。彼女は父親が様々な国でアルバムをレコーディングする際によく同行し、3歳でメキシコに、5歳でリオデジャネイロに移住した 。7歳の時に両親が離婚し、母親と一緒にリオデジャネイロへ、父親と一緒にニューヨークへと行き来しながら過ごした。ジルベルトは幼少期からリオデジャネイロで演奏活動を続けてきた。
ジルベルトは幼少期を「音楽漬けの日々」だったと振り返り、父親の影響についてこう語っている。「父は私に完璧主義者になることを教えてくれました。でも母は、完璧主義を捨てる方法を教えてくれました。思えば、その影響は今の私の音楽にも表れています」。彼女はカエターノ・ヴェローゾ、デヴィッド・バーン、スタン・ゲッツといった人気アーティストたちと親交を深め、彼らはしばしば彼女の父の家を訪ねてコラボレーションを行った。幼い頃から母と共に歌い始め、『Saltimbancos』『Pirlimpimpim』といったプロのミュージカルにも参加した。7歳の時、母の初のソロ・アルバム『Miúcha & Antônio Carlos Jobim』（1977年）でレコーディング・デビューを果たした。2年後、母とスタン・ゲッツと共にカーネギー・ホールで公演を行った。

## 略歴

### 始まり：1986年-1999年
ジルベルトは1986年、WEAからセルフタイトルのEPをリリースし、プロとしてソロ・デビューを果たした。このEPには、バラォン・ヴェルメーリョ・バンドに在籍していたカズーザとデ・パルメイラとの共作曲「Preciso dizer que te amo」が収録されている。1991年、ジルベルトはマンハッタンに移住し、現在もそこで暮らしているが、アメリカとブラジルを行き来しながら活動している。
ジルベルトはカズーザの親友となり、「Eu preciso dizer que te amo」以外にも、「Amigos de Bar」、「Mais Feliz」、「Mulher sem Razão」など、いくつかの曲を共作した。
その後、ジルベルトはレッド・ホット & リオ（Red Hot + Rio）プロジェクトに参加し、エヴリシング・バット・ザ・ガール、マックスウェル、ジョージ・マイケルといった大物ミュージシャンと共に、このチャリティCDのレコーディングに参加した。また、テイ・トウワのCD『Future Listening!』でコラボレーションし、ヒット曲「Technova」や「Batucada」を歌ったほか、マイク・パットン（フェイス・ノー・モアのリード・シンガー）と共に「ピーピング・トム」に参加し、「Caipirinha」を歌った。

### アルバム『タント・テンポ』『ベベウ・ジルベルト』『モメント』：2000年-2007年
2000年にリリースされたエレクトロニック・ボサノヴァ・アルバム『タント・テンポ』は世界中のクラブで人気を博し、ジルベルトは1960年代以降、アメリカで最も売れているブラジル人アーティストの一人となった。セカンド・アルバム『ベベウ・ジルベルト』（2004年）では、彼女はサウンドに磨きをかけ、アコースティック・ラウンジ・スタイルを確立し、ブラジル人作曲家としての強みを際立たせた。
7年ぶりとなるサード・アルバム『モメント』（2007年）では、両者の融合を目指した。リオのオルケストラ・インペリアルのテイストとニューヨークのブラジリアン・ガールズのルツボを融合させ、イギリス人プロデューサーのガイ・シグスワース（マドンナの「ホワット・イット・フィールズ・ライク・フォー・ア・ガール」でパートナーを務めた）のディレクションを受け、『モメント』はジルベルトによる音楽の国際的な特徴を再確認させた。2007年、彼女はインディペンデント・アーティストのキャリアを支援する第6回インディペンデント・ミュージック・アワードの審査員を務めた。

### アルバム『オール・イン・ワン』：2009年-現在
ジルベルトは4枚目のスタジオ・アルバム『オール・イン・ワン』をニューヨーク、ジャマイカ、そしてブラジルのバイーア州でレコーディングした。2009年9月29日、アメリカのジャズ・レーベルであるヴァーヴから全世界でリリースされ、ブラジルではユニバーサル・ミュージックからリリースされた。彼女のアルバムの中で最もエレクトロニック要素が少なく、ジルベルトの個性とオーガニックなスタイルへの愛がより前面に押し出されている。『オール・イン・ワン』には、マーク・ロンソン（エイミー・ワインハウス、リリー・アレン）、ジョン・キング（ダスト・ブラザーズ、ベック）、ダニエル・ジョビン、カルリーニョス・ブラウン、ディディ・ガットマン（ブラジリアン・ガールズ）、マリオ・カルダート・ジュニア（ビースティ・ボーイズ、ビョーク、ジャック・ジョンソン）といった実力派プロデューサー陣が参加している。ジルベルトはまた、アニメーション映画『ブルー 初めての空へ』（2011年）で鳥のエヴァの声を担当しており、彼女はこの経験を「素晴らしいもの」と語っている。
2000年に『タント・テンポ』を発表して以来、彼女は250万枚以上のレコードを売り上げ、『ワンダーランド駅で』『バブル』『クローサー』、そして最近作では2010年代の『食べて、祈って、恋をして』と2011年の『ブルー 初めての空へ』を含む7本の映画サウンドトラック、そして『セックス・アンド・ザ・シティ』『シックス・フィート・アンダー』『NIP/TUCK マイアミ整形外科医』を含む7本のテレビ・シリーズに楽曲を提供してきた。
2011年には、レッド・ホット・オーガニゼイション（Red Hot Organization）の最新チャリティ・アルバム『レッド・ホット・アンド・リオ 2』に「Acabou Chorare」のカバーを提供した。このアルバムは1996年の『レッド・ホット & リオ』の続編となっている。売上金は、エイズ/HIVおよび関連する健康・社会問題への啓発活動と資金提供のために寄付される。2015年には、彼女の楽曲「Tudo」が第16回ラテン・グラミー賞の最優秀ブラジル曲部門にノミネートされた。

## ディスコグラフィ

### スタジオ・アルバム
- Um Certo Geraldo Pereira, Funarte (1983年、Atração) ※with Pedrinho Rodrigues
- 『海を見ていた午後』 - De Tarde, Vendo O Mar (1991年、Meldac) ※荒井由実名曲集 with ルイゾン・マイア & バンザイ
- 『タント・テンポ』 - Tanto Tempo (2000年、Ziriguiboom)
- 『ベベウ・ジルベルト』 - Bebel Gilberto (2004年、Ziriguiboom)
- 『モメント』 - Momento (2007年、Ziriguiboom)
- 『オール・イン・ワン』 - All in One (2009年、Verve)
- 『トゥード』 - Tudo  (2014年、Sony)
- 『アゴラ』 - Agora (2020年)
- 『ジョアン』 - João (2023年)

### リミックス・アルバム
- 『タント・テンポ・リミックス』 - Tanto Tempo Remixes (2001年、Ziriguiboom)
- Tanto Tempo (Special Remix Edition) (2003年、EastWest)
- 『リミックスト』 - Bebel Gilberto Remixed (2005年、Ziriguiboom)

### EP
- Bebel Gilberto (EP) (1986年、Warner Jazz)
- Bring Back The Love — Remixes EP 1 (2007年) ※デジタルのみ
- Bring Back The Love — Remixes EP 2 (2007年) ※デジタルのみ
- Live Session (iTunes Exclusive) – EP (2008年) ※デジタルのみ

## フィルモグラフィ
- Pirlimpimpim (1982年、テレビ映画) ※Narizinho
- Malandro (1986年) ※Bebel
- The Color of Destiny (1987年)
- Elis Regina Tribute Live at Town hall (1998年、短編ビデオ) ※歌手、パフォーマー
- 『ブルー 初めての空へ』 - Rio (2011年) ※エヴァ (声)
- Kings & Rats (2012年) ※Banda
- 『ブルー2 トロピカル・アドベンチャー』 - Rio 2 (2014年) ※エヴァ (声)
- Rio, I Love You (2014年) ※Cupido (「Acho que Estou Apaixonado」のパート)